# 北国街道 (近江)
北国街道（ほっこくかいどう）とは、江戸時代に近畿と北陸を結ぶために江戸幕府によって整備された街道。北陸と近江をつなぐ道であり、特に中山道の下矢倉（現在の彦根市下矢倉）から分岐して栃ノ木峠を越えて越前国の今庄（現在の南越前町）に出る街道をいう。
なお、北陸地方全体を通して「旧北国街道」を「滋賀県の鳥居本から長野県の追分までを結ぶ街道」とする文献もある。加賀藩領内などでは北国街道（北陸道）のうち、東方の江戸へ向かう道筋を下街道（往還）、西方の京都へ向かう道筋を上街道（往還）とも呼んでいた。

## 概要
中山道鳥居本宿の北の下矢倉（現在の彦根市下矢倉）で中山道から分岐し、琵琶湖の北東の米原宿、長浜町、木之本宿を経て、柳ケ瀬宿から山地に入り、椿坂宿、中河内宿から栃ノ木峠を越えて越前の虎杖宿に通じる。江戸時代には「東近江路」「北陸道」「北国往還」などとも呼ばれていた。なお、かつての五畿七道のひとつで琵琶湖の西岸を通って北陸へ向かう街道は「西近江路」または「北国海道」と呼ばれた。
中山道から分岐して北陸に入る街道には北国街道のほか、より東の関ヶ原宿付近から分岐して伊吹山や小谷山の西麓を進み木之本宿で北国街道と合流する北国脇往還があった。
北国街道は近畿と北陸地方を結ぶ道であるため、京都や伊勢神宮に向かう北陸の庶民の利用が多かった。一方、参勤交代で江戸へ向かう北陸の大名は、木之本宿まで南下すると東へ分枝する「北国脇往還」を通って中山道の関ヶ原宿へ向かったため、米原・長浜は大名が通ることは無かった。しかし幕末期に「上方」特に京都の重要性が高まった結果、京都へ向かう北陸大名がこれらの宿を通るようになり、武士の通行が激増した。なお街道筋の宿場のうち「長浜」はかつての城下町長浜城下町であり、重要な港を有して町人が多く住み人口が多いため、「長浜宿」ではなく「長浜町」と呼ばれていた。また元和期（1615年 - 1624年）に彦根藩が柳ケ瀬宿に関所を設け、鉄砲5丁などを常備して警備に当たった。特に女性の通行を厳しく取り締まったため「女改関所」とも呼ばれた。

## 各宿場
各宿場の特徴について解説する。

### 米原宿
彦根藩の三湊のひとつとされる米原湊を有する港町でもあった。湖上を運ばれてきた北陸や上方の荷物がここで陸揚げされ中山道を通って東へ向かった。また逆に東の荷物がここで船積みされ琵琶湖の各地へ送られた。旅籠の数、21軒。そのほか荷物問屋・造り酒屋・造り醤油屋などもある。

### 長浜町
長浜の湊は彦根藩の三湊の一つ。町としては1574年（天正2年）に羽柴秀吉が長浜に築城したときに始まる。1615年（元和元年）に城が廃城となったが、内堀や外堀は景観をとどめており、幕末まで水路として活用された。長浜が宿場として公用人馬継立の機能を持ったのはやや遅く、寛文年間（1661年 - 1673年）とされる。長浜は北国街道の一番はじめの町であった。北国街道は町内のやや西寄りを南北に通り、南から船町通、呉服町通、郡上通と呼ばれ、本陣は上船町の吉川家に置かれ宿場機能も上船町に集中した。長浜は城を頭とした東西の縦町に対して、北国街道は城に平行な横町である。上記のように長浜は参勤交代のルートから外れており、本陣の吉川家の1835年（天保6年）の文書には「御参勤御交替の御大名様方御通行は御座無く候」とある。北国街道沿いに歴史的建造物である北国街道安藤家が現存する。町の北部で街道から東へ少し離れたところに長浜御坊大通寺があり、町内各所に大通寺の末寺が点在していた。また街道の西には長浜八幡宮が鎮座しており、毎年開催される長浜曳山祭では豪華な山車が見られる。

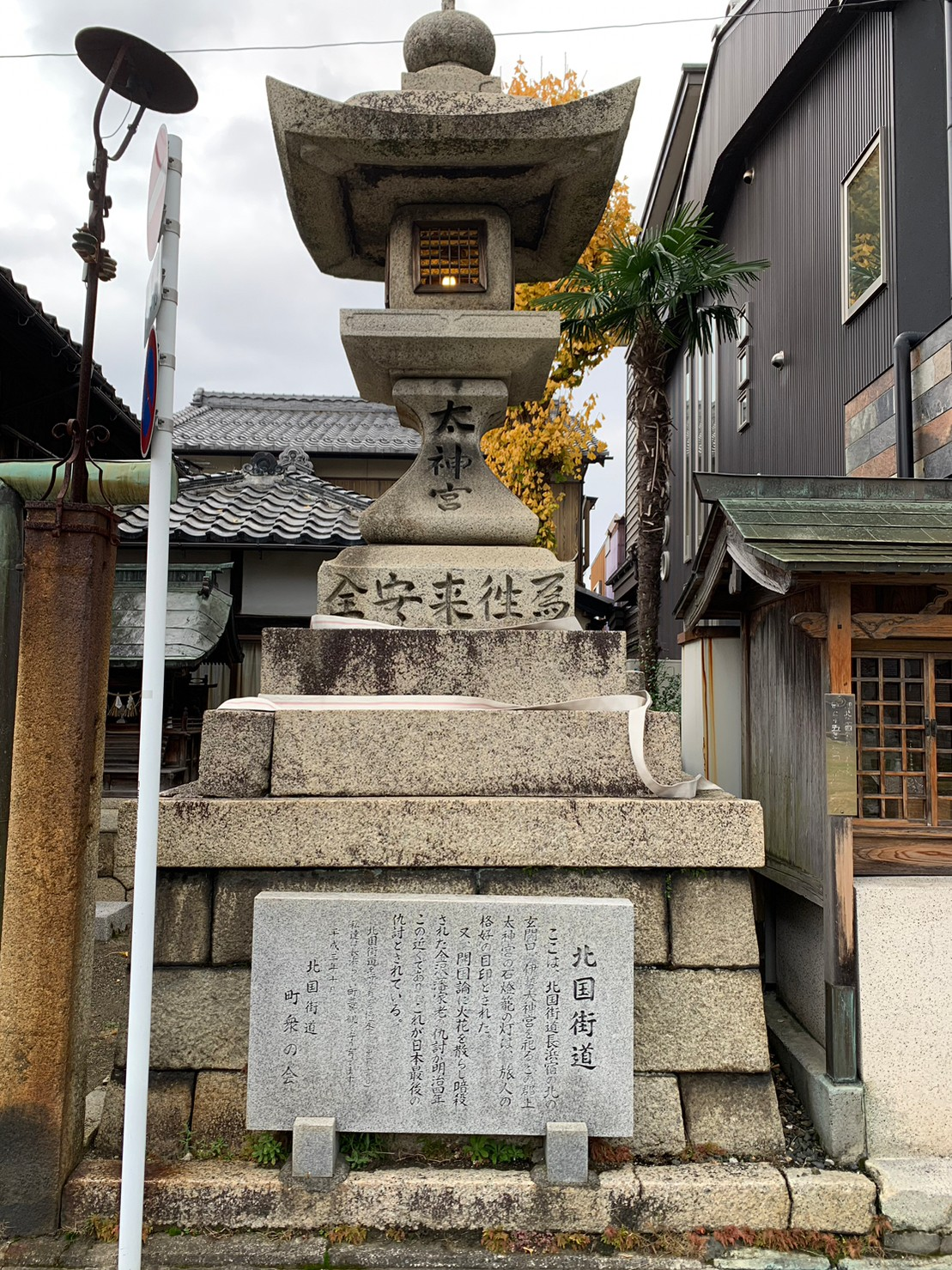
郡上の石燈籠
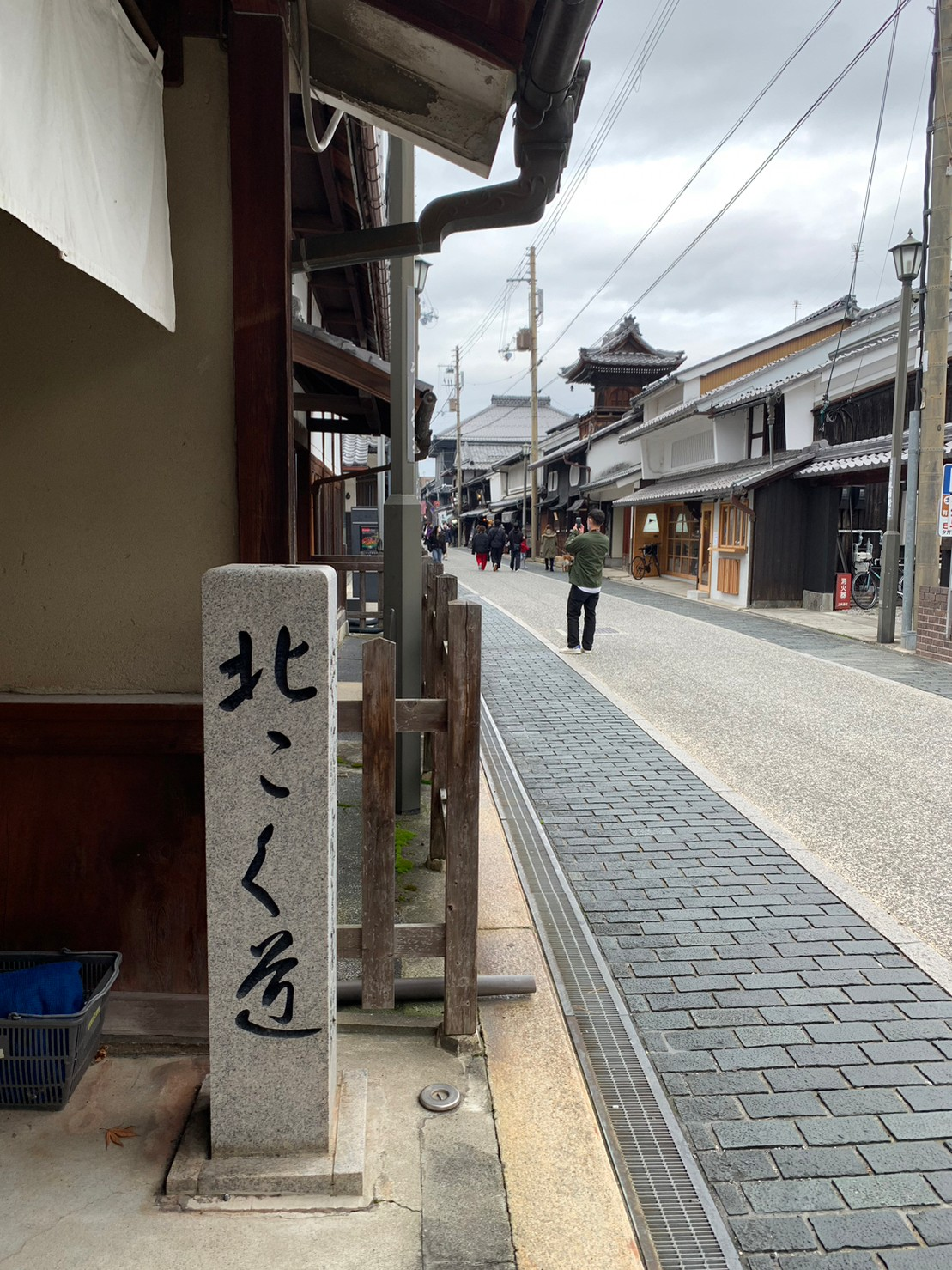
安藤家前の道標 北こく街道
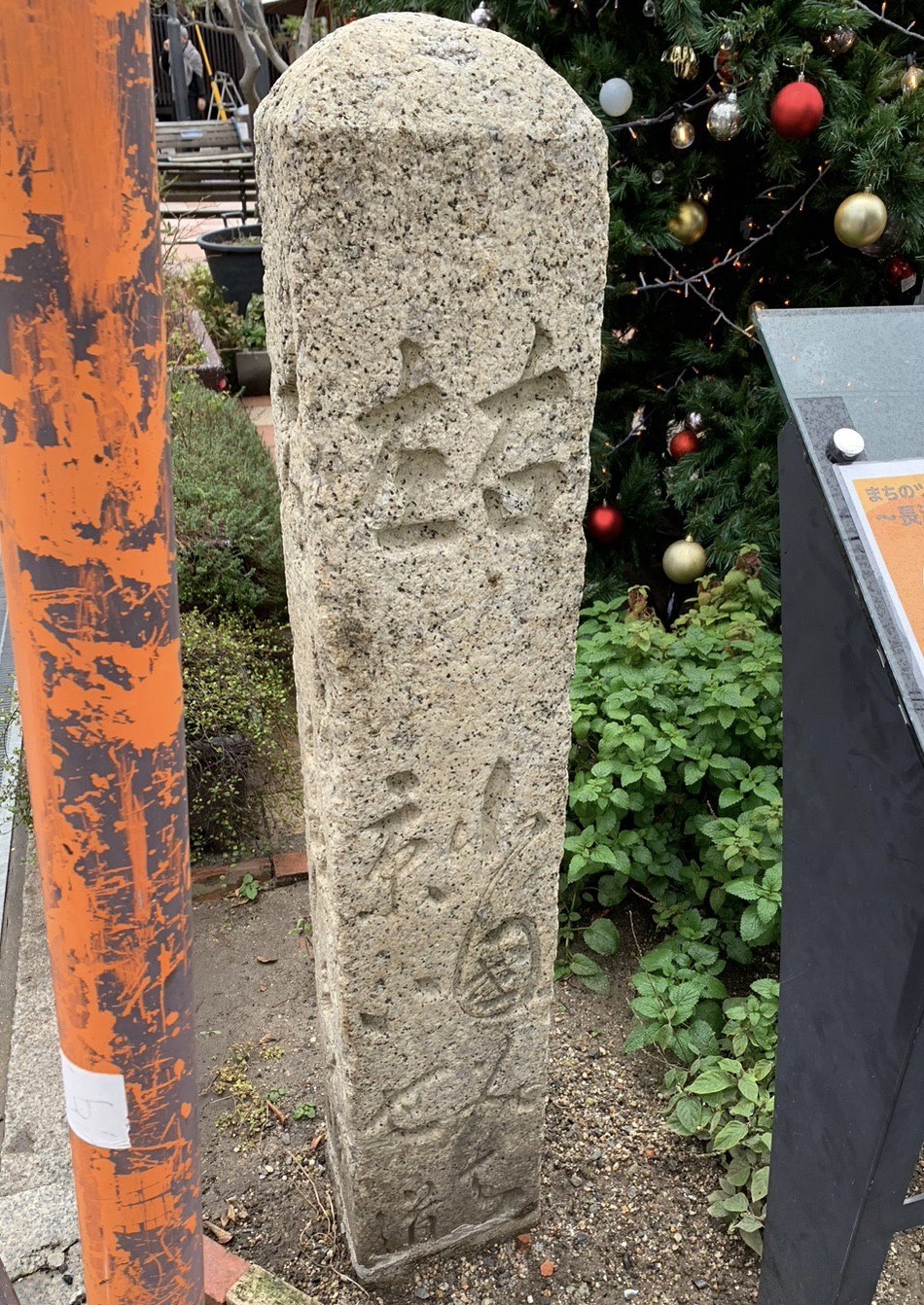
道標 元浜町「右 北国みち 左 京いせ道」
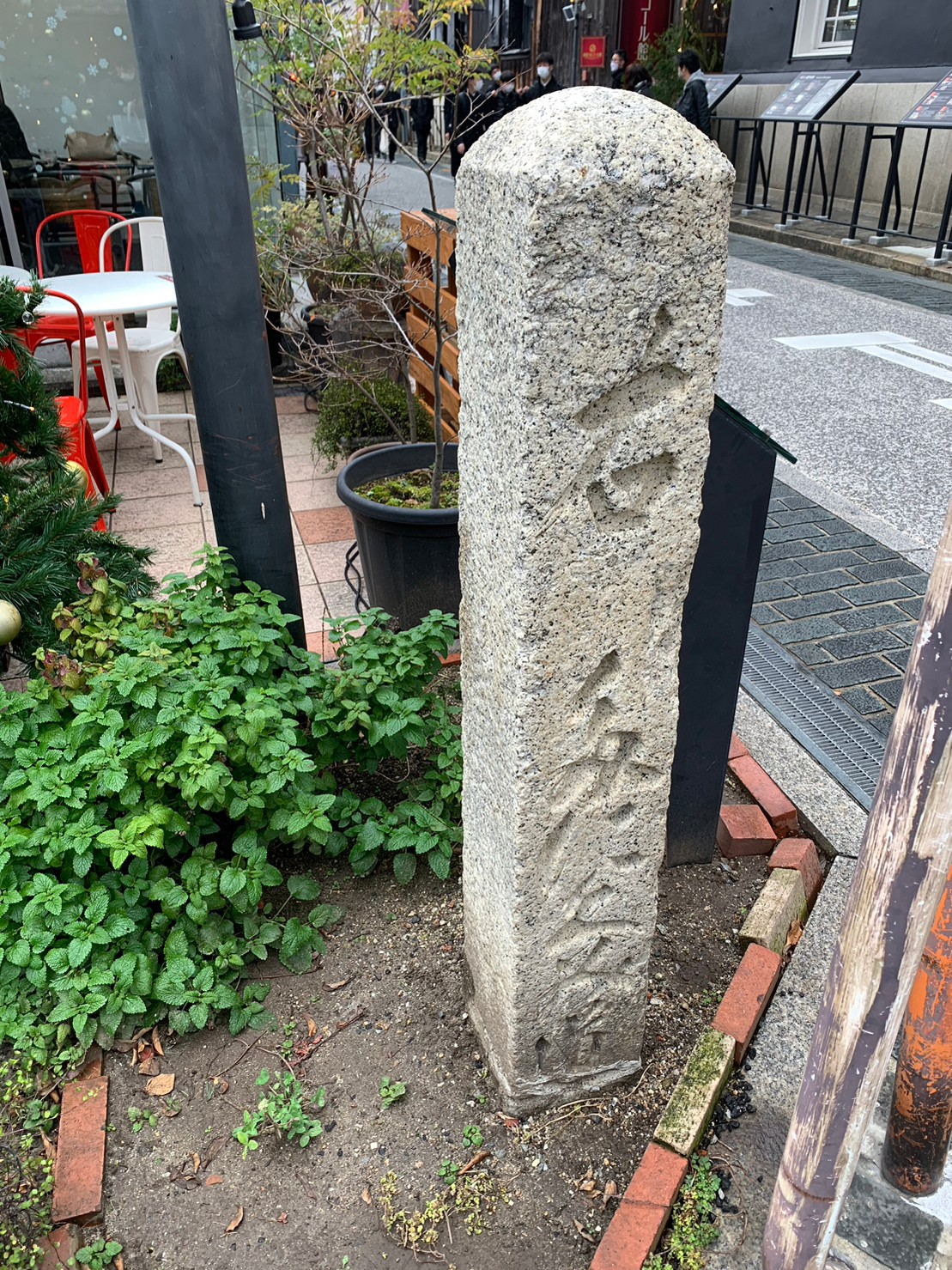
道標 元浜町「右 たにくみ道」
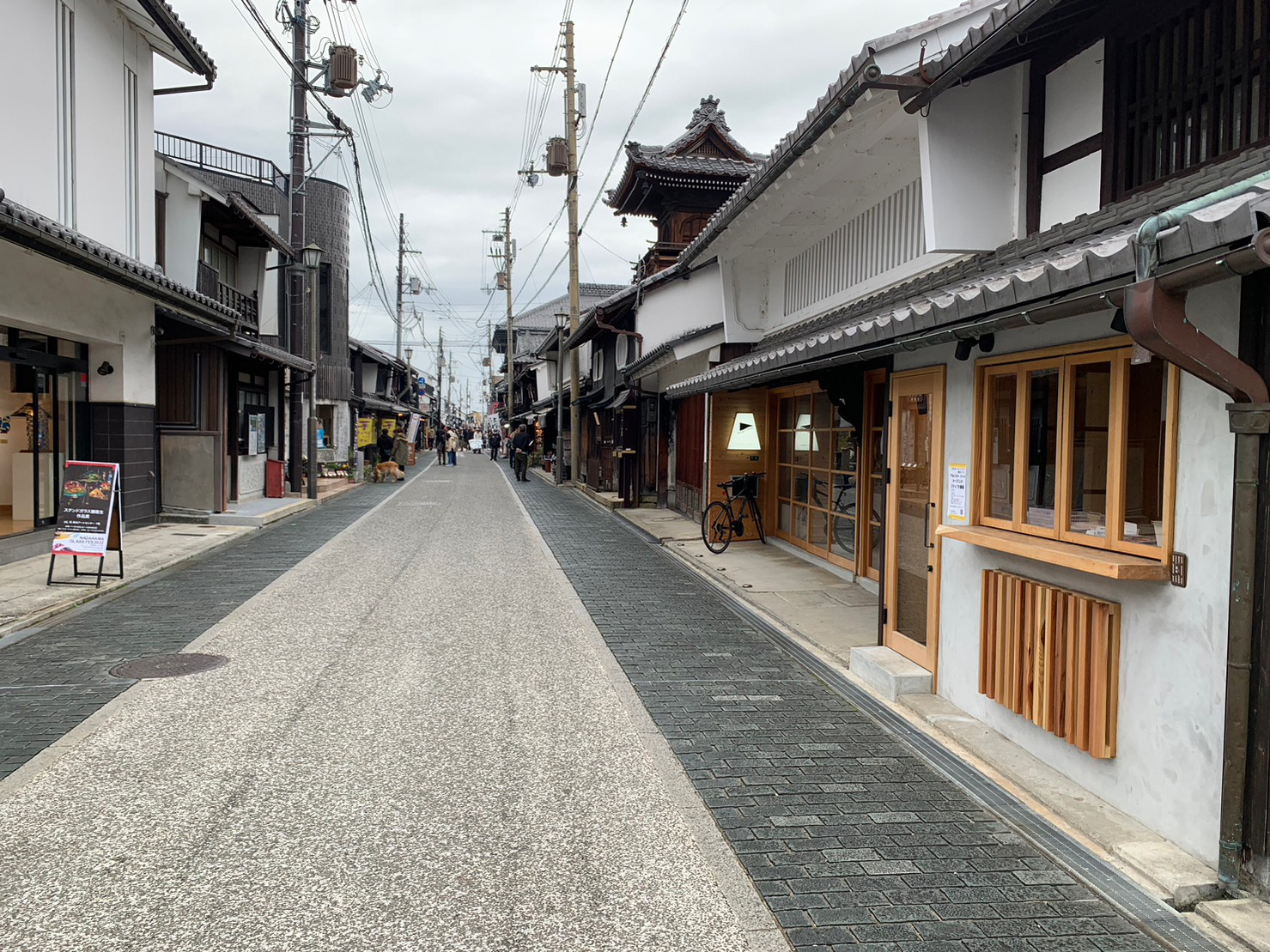
現在の街並み

### 木之本宿

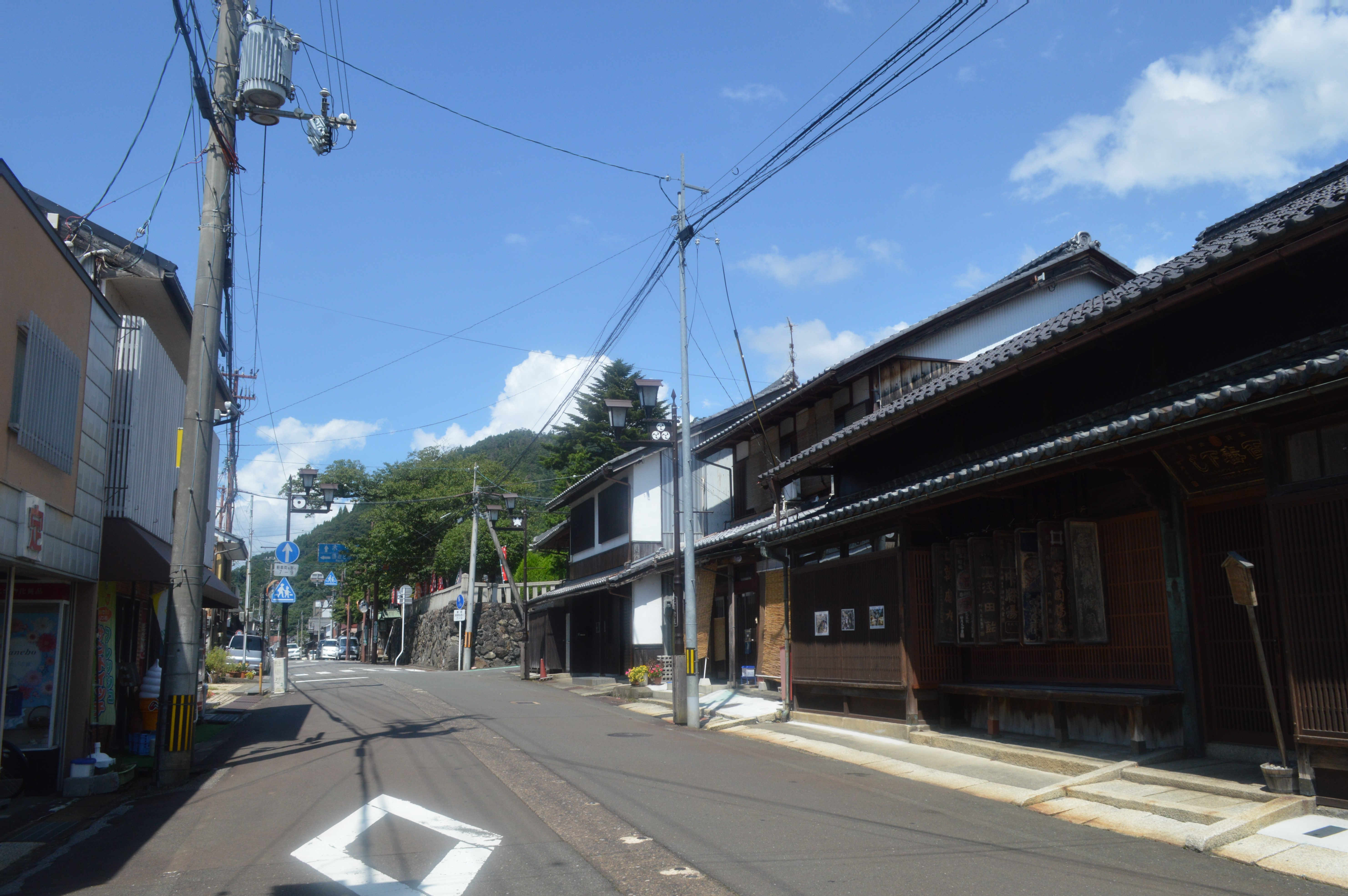
木之本宿

北国街道と北国脇街道が分岐するため、大名の参勤交代や人や物資の往来が多かった。また木之本地蔵で知られる浄信寺の門前町でもある。年に2回6月と10月に開かれていた木之本牛馬市は、彦根藩領のみならず尾張・伊勢・美濃からも商人が集まった。

### 柳ケ瀬宿
余呉川の源流域にあり、川に沿って北国街道が通る。この宿の北から敦賀方面に向かう倉坂越が分岐する交通の要衝。元和年間に彦根藩が鉄砲5丁鑓5筋などの武器を備えた関所を置き、番人6人が昼夜2名ずつ交代で詰めた。特に女性の通行を厳しく取り締まり女改関所とも呼ばれた。木之本宿と椿坂宿との間宿で、かつて旅籠も軒を並べていましたが明治8年の火事で本陣鈴木家を残すのみとなった。

### 椿坂宿
柳ケ瀬宿から余呉川沿いに北上し山中に分け入った場所にある宿場、ここから中河内宿に至る途中の椿坂峠は北国街道の難所。

### 中河内宿
近江の北国街道の最北端の宿場。中河内宿と越前の虎杖宿との間にある栃ノ木峠は北国街道最大の難所で、特に冬季の雪崩による遭難が多かった。栃ノ木峠越えの道路は1578年（天正6年）に越前の柴田勝家が安土への軍道として整備したと伝えられている。